# Harmoniemesse
La Messe d'harmonie (en allemand : Harmoniemesse) en si bémol majeur, ou littéralement messe avec ensemble  d'instruments à vent (Hob. XXII : 14), de Joseph Haydn a été écrite entre juin et septembre 1802 et est la dernière grande messe de Haydn. Son nom provient du recours à un effectif d'instruments à vent complet (Harmoniemusik) rare, voire unique, pour une messe à l'époque.

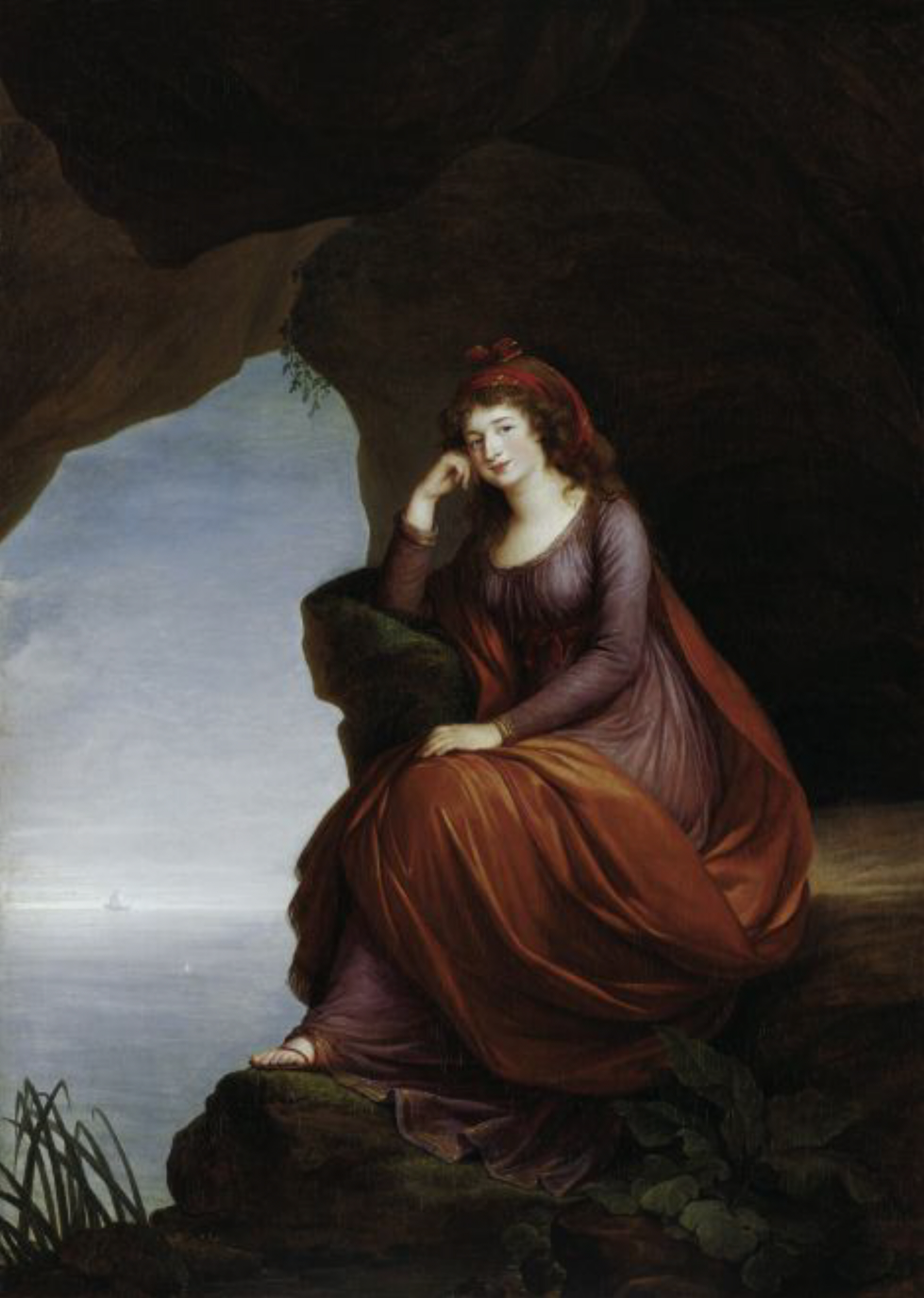
La princesse Marie-Josèphe-Hermengilde Esterházy par Élisabeth Vigée Le Brun (1793).

La messe fut créée le 8 septembre 1802, jour de la Nativité de Marie et à l'occasion de la fête de Marie-Josèphe-Hermengilde de Liechtenstein, princesse Esterházy, dans l'église de montagne Bergkirche (en) d'Eisenstadt et dure environ 46 minutes.
L'Harmoniemesse a été jouée à la basilique Saint-Pierre de la Cité du Vatican pour la messe de la solennité de la Pentecôte le 31 mai 2009, qui coïncidait avec le 200e anniversaire de la mort de Haydn.

## Première exécution
Haydn, âgé de 70 ans, dirige la première exécution de la Harmoniemesse, sa dernière œuvre majeure, à la Bergkirche d'Eisenstadt le 8 septembre 1802. C'est la seule exécution de la Messe d'Eisenstadt pour laquelle il existe une description d'un participant. Le prince Ludwig Starhemberg, diplomate au service de l'Autriche et ambassadeur à la cour de St James à Londres, décrit dans son journal comment s'est déroulé le séjour lors de la célébration de la fête du nom de la princesse Marie-Josèphe-Hermengilde de Liechtenstein, y compris l'exécution de la messe :

« Mercredi 8 Septembre. C'était le jour de fête de la Princesse, en conséquence de 10 heures nous allâmes cheze elle dans le grand uniforme d'Eisenstadt, puis en grand cortège de beaucoup de voitures à la Messe. - Messe superbe, nouvelle musique excellente du fameux Haydn et dirigée par lui (il est toujours au service du Prince) [...] Ensuite diner immense et magnifique, aussi excellent que nombreux, musique pendant le repas. Santé de la Princesse portée par le Prince, et répondue par les fanfares et les canons, - plusieurs ensuite, telle que la mienne, et celle de Haydn dinant avec nous et proposée par moi. Après le diner on se mit en frac pour le bal, qui fut réellement superbe, comme un bal de Cour, la princesse Marie l'ouvrit par un menuet à quattre avec sa fille. On de fit ensuite que valser. Jeudi 9 septembre. On partit à 9 heures pour la chasse, après avoir réveillé pas les cors. Nous eumes ensuite un concert superbe dirigé par Haydn et composé des plus beaux morceaux de la messe de la veille. Après le souper je pris congé des habitants d'Eisenstadt, et revint fort content de mon voyage, à 4 heures du matin, chez mon père en ville, et me couchai! »

Haydn avait atteint la position d'un artiste célèbre qui, comme à Londres, faisait partie des cercles sociaux les plus élevés et était traité sur un pied d'égalité avec les aristocrates et les diplomates. Il fut honoré royalement lors du dîner après ses 40 ans de service chez les Esterházy. Bien que Haydn ait souffert de problèmes de santé après l'effort de composition de ses oratorios Die Schöpfung (1796-1798) et Die Jahreszeiten (1799-1801) et qu'il se soit décrit comme un (en allemand : immer kränklicheren alten Knaben), sa dernière messe, sur laquelle il a travaillé (en allemand : sehr mühesam fleißig), a prouvé qu'il était encore capable de s'engager dans les développements les plus récents de la musique.

## Instrumentation
L'instrumentation comprend quatre voix solistes, un chœur, des cordes, une flûte, deux hautbois, deux clarinettes, deux bassons, deux cors, deux trompettes, des timbales et un orgue.

## Structure
La messe est structurée en six parties :

Kyrie
01. Kyrie eleison. Poco adagio. Solo SATB, chœur et orchestre.
Gloria
02. Gloria in excelsis Deo. Vivace assai. Soprano solo, Tutti
03. Qui tollis. Allegretto. Solo SATB, Tutti
04. Quoniam to solus sanctus. Allegro spiritoso. Soli SATB, Tutti
Credo
05. Credo in unum Deum. Vivace. Soli TB, Tutti
06. Et incarnatus est. Adagio. Soli SATB, Tutti
07. Et resurrexit. Vivace. Tutti
08. Et vitam venturi. Vivace. Solo SATB, Tutti
Sanctus
09. Sanctus. Adagio - Allegro. Solo SATB, Tutti
Benedictus
010. Benedictus. : Allegro moderato - Allegro. Soli SATB, Tutti
Agnus Dei
011. Agnus Dei. : Adagio. Solo SATB
012. Dona nobis pacem. Allegro con spirito. Soli SATB, Tutti

## Analyse
Le Kyrie présente « le choc "introductif" le plus frappant de la musique vocale tardive de Haydn... une introduction orchestrale assez longue... [avec] des contrastes incessants entre le doux et le fort et une entrée inattendue du sol bémol, le sous-médiat, à la cinquième mesure ». L' Agnus Dei fait référence à la fois à l' Adagio de sa Symphonie n° 98 ainsi qu'à la Messe du Couronnement de Mozart.
- Le Kyrie ouvre la messe dans un tempo lent, sans le caractère léché et rythmique que Haydn donne aux Kyrie dans d'autres de ses messes. Comme dans la Missa Sancti Bernardi von Offida, la tonalité de sol bémol est intrusive dans cette ouverture. Haydn place les refrains à la fin des phrases musicales. Le Christe eleison n'est pas placé comme une partie contrastée, mais est intégré dans le reste de la musique.
- Le Gloria est traditionnellement en trois mouvements. Le premier mouvement (Vivace assai) est rapide et l'ouverture par la soprano solo est reprise par le chœur. Un mouvement lent (Allegretto) suit avec le début de Gratias agimus tibi, chanté par les solistes avec une coloration musicale par la flûte et la clarinette. Dans le troisième mouvement, on retrouve le tempo rapide du début avec Quoniam tu solus sanctus.
- Le Credo a également l'arrangement habituel en trois parties : Vivace, suivi d'un changement de tempo vers Adagio au Et incarnatus est et un retour au Vivace au Ex resurrexit. Le ton fondamental de si bémol passe à la dominante puis au sol bémol ; comme dans les cinq autres messes symphoniques de Haydn, ainsi que Die Schöpfung et Die Jahreszeiten, Haydn utilise des modulations qui se situent à une tierce de la tonique. Le "Credo" se termine, comme dans la Theresienmesse, par une fugue dans un tempo vif de 6/8.
- Dans le Sanctus, la partie du chœur devient de plus en plus forte, tout comme l' Harmoniemusik qui l'accompagne devient de plus en plus chromatique. Le début accentué de l'"Osanna" a été comparé à un hoquet[9].
- Le « Benedictus » est surprenant, non seulement dans le cadre de l'"Harmoniemesse", mais aussi dans celui des messes de Haydn en général. Le caractère lyrique et pastoral habituel du "Benedictus" se transforme dans ce mouvement en un Molto allegro pour chœur, précipité et nerveusement rythmé, qui ne prend un caractère détendu que dans la partie des solistes. Le nouveau « hoquet » « Osanna » clôt le mouvement.
- La plupart de la messe est dans la tonalité de si bémol. Pour le début de l'Agnus Dei, Haydn utilise la tonalité de sol, qui est mise en valeur par des parties étendues pour les solistes et l'"Harmonie". Cela donne au mouvement une atmosphère optimiste, légèrement tempérée par une harmonie chromatique et un roulement de timbales inquiétant. La modulation va de sol à do, à la et ensuite à la dominante de sol mineur. Une fanfare entraînante annonce ensuite le Dona nobis pacem dans la tonalité principal, une partie qui respire à nouveau la confiance et qui est soutenue avec beaucoup d'enthousiasme par lHarmonie, en particulier le basson.

## Origine du surnom de l'œuvre
Le surnom Harmoniemesse n'est pas de Haydn, mais date du XIXe siècle. Le surnom fait référence à la notation instrumentale, avec une section complète de vents en plus des cordes : en Autriche, la musique pour instruments à vent était appelée Harmoniemusik. Le nom peut également faire référence aux structures progressives harmoniques.
Ces structures sont évidentes dans le - très long - Kyrie dans lequel le chœur commence par un fortissimo sur un accord dissonant d'une septième diminuée et au début de la reprise où, après une longue "fausse" préparation sur la dominante du ton de sol mineur, le chœur affirme brusquement la tonique de si bémol. Dans le Cruxifixus, le Sanctus et l'Agnus Dei, le mode d'écriture harmonique de Haydn est également sa principale forme d'expression.
Haydn avait grandi à l'époque de la musique baroque avec en musique l'emploi du contrepoint rigoureux et l'utilisation de figures rhétoriques dans la ligne mélodique, mais à la fin de sa vie, il utilisait un langage musical qui présentait déjà les caractéristiques de la musique romantique.
L'Harmoniemesse nécessite le plus grand orchestre de toutes les messes de Haydn. Au début du XIXe siècle, il était inhabituel qu'une messe soit accompagnée d'une section de vents complète et le surnom fait également référence à ce phénomène, plus qu'aux passages occasionnels pour les instruments à vent.

## Enregistrements
| Solistes                                                             | Chœur et orchestre                                                          | Chhef d'orchestre   | Label               | Année |
| -------------------------------------------------------------------- | --------------------------------------------------------------------------- | ------------------- | ------------------- | ----- |
| Wilma Lipp, Margarita Kenney, Waldemar Kmentt, Keith Engen           | Chor und Orchester der Wiener Staatsoper                                    | Jonathan Sternberg  | Nixa                | 1956  |
| Erna Spoorenberg, Helen Watts, Alexander Young, Joseph Rouleau       | Choir Of St. John's College, Cambridge, Academy of St. Martin in the Fields | George Guest        | Decca               | 1966  |
| Judith Blegen, Frederica von Stade, Kenneth Riegel, Simon Estes      | Westminster Choir, New York Philharmonic                                    | Leonard Bernstein   | Sony                | 1973  |
| Gundula Janowitz, Christa Ludwig, Jess Thomas, Walter Berry          | Konzertvereinigung Wiener Staatsopernchor, Vienna Philharmonic              | Karl Böhm           | Deutsche Grammophon | 1974  |
| Barbara Martig-Tüller, Ria Bollen, Adalbert Kraus, Kurt Widmer       | Bachchor Mainz, Sinfonieorchester des Südwestfunks                          | Diethard Hellmann   | Calig               | 1981  |
| Joanne Lunn, Sara Mingardo, Topi Lehtipuu, Brindley Sherratt         | Monteverdi Choir, English Baroque Soloists                                  | John Eliot Gardiner | Philips             | 2001  |
| Mireille Asselin, Catherine Wyn-Rogers, Jermy Budd, Sumner Thompson, | Handel and Haydn Society                                                    | Harry Christophers  | CORO                | 2019  |